# 2 On
2 On è il singolo di debutto della cantante statunitense Tinashe, pubblicato il 21 gennaio 2014 come primo singolo estratto dal primo album in studio Aquarius.

## Descrizione
Il singolo, che vede la partecipazione del rapper statunitense Schoolboy Q è stato scritto dalla cantante stessa, da SchoolBoy Q e da Bobby Brackins; è stato prodotto da Mustard, Jon Redwine e DJ Marley Waters. Il pezzo è orientato da elementi da nightclub, che contrasta con il suo lavoro precedente nel suo mixtape pubblicato nel 2013, Black Water. Il singolo presenta un campionamento di We Be Burnin'  del rapper giamaicano Sean Paul, registrato nel 2005.

## Video musicale
Il video musicale, diretto da Hannah Lux Davis e pubblicato il 24 marzo 2014 attraverso il canale YouTube dell'artista. Parlando sulla coreografia, Tinashe ha elencato Michael Jackson, Janet Jackson e Britney Spears come le sue ispirazioni, dicendo Sono sempre stata super frustrata quando la gente smise di ballare nei loro video, perché ho pensato che era una così grande parte di sé stessi. Ho molta voglia di portare questa fase indietro.

## Classifiche

### Classifiche settimanali
| Classifica (2014)         | Posizione massima |
| ------------------------- | ----------------- |
| Australia                 | 29                |
| Belgio (Fiandre)          | 38                |
| Belgio (Vallonia)         | 23                |
| Canada                    | 46                |
| Francia                   | 180               |
| Regno Unito               | 127               |
| Stati Uniti               | 24                |
| Stati Uniti (R&B/hip-hop) | 5                 |
| Stati Uniti (pop)         | 22                |
| Stati Uniti (rhythmic)    | 1                 |

### Classifiche di fine anno
| Classifica (2014) | Posizione |
| ----------------- | --------- |
| Stati Uniti       | 65        |